# Jordi Adroer Iglesias
Jordi Adroer Iglesias (Barcelona, 5 de novembre de 1925 – 5 de març de 1973) fou un arquitecte racionalista català, que, com que visqué pocs anys, els seus projectes han quedat a l'ombra de l'arquitecte que fundà l'estudi Terradas Adroer, Robert Terradas i Via.

## Biografia
Jordi Adroer neix a Barcelona el 5 de novembre de 1925. Obté el títol d'aparellador el 1949 i el 1953 el d'arquitecte superior.
Després d'obtenir el doctorat guanya les oposicions a la càtedra de deontologia, legislació i valoracions de l'Escola Tècnica Superior d'Arquitectura de Barcelona  i de l'Escola d'Aparelladors i Arquitectes Tècnics de Barcelona. Es dedica tant a la docència com als projectes, tant a títol personal com associat amb l'arquitecte Robert Terradas i Via. Del 1969 al 1972, a més, també fou membre de la junta de govern del Col·legi d'Arquitectes de Catalunya.
Però la seva carrera finalitza prematurament per un accident de trànsit ocorregut el 12 d'octubre de 1972 a Barcelona.
I, quan ja semblava que s'estava recuperant, tingué una complicació, per la qual morí el 5 de març de 1973.
Casat amb Anna Puig, tingué tres fills. Un d'ells, l'arquitecta Marta Adroer, des del bloc del seu estudi reivindica l'obra del seu pare.

## Projectes
La majoria dels seus projectes foren pel sector turístic dels anys seixanta.
El 1959 s'inicia la construcció de l'Hotel Gala (Via Augusta 112, Barcelona) que acaba el 1961. Actualment és un bloc d'apartaments.
La Casa RS és de 1960.
El càmping Costa Blanca (Cambrils) és un projecte conjunt amb Robert Terradas i Via, de 1962.
La Casa Puig (Castell i Platja d'Aro) és de 1963.
La Casa Fontfreda (Castell i Platja d'Aro) és un projecte de 1964. Està reconegut en el catàleg de béns a protegir del municipi. També s'inclou en el catàleg Docomomo International, registre d'edificis moderns que cal protegir.
Els edificis d'apartaments a Salou: Rocamar (1964-1965) i Ginette (1965-1966).
I, finalment l'edifici que li dona més renom, el realitza amb el seu soci Robert Terradas i Via: la seu del Col·legi Oficial de Metges de Barcelona. A finals de 1969 La Vanguardia en publica anuncis a tota plana i el 2015 es va incloure en les visites del 48h Open House Barcelona.